# Septaria
Septaria is een geslacht van weekdieren uit de klasse van de Gastropoda (slakken).

## Soorten
- Septaria borbonica (Bory de Saint-Vincent, 1804)
- Septaria cumingiana (Récluz, 1843)
- Septaria janelli (Récluz, 1841)
- Septaria lineata (Lamarck, 1816)
- Septaria livida (Reeve, 1856)
- Septaria luzonica (Souleyet, 1841)
- Septaria porcellana (Linnaeus, 1758)
- Septaria suffreni (Récluz, 1841)

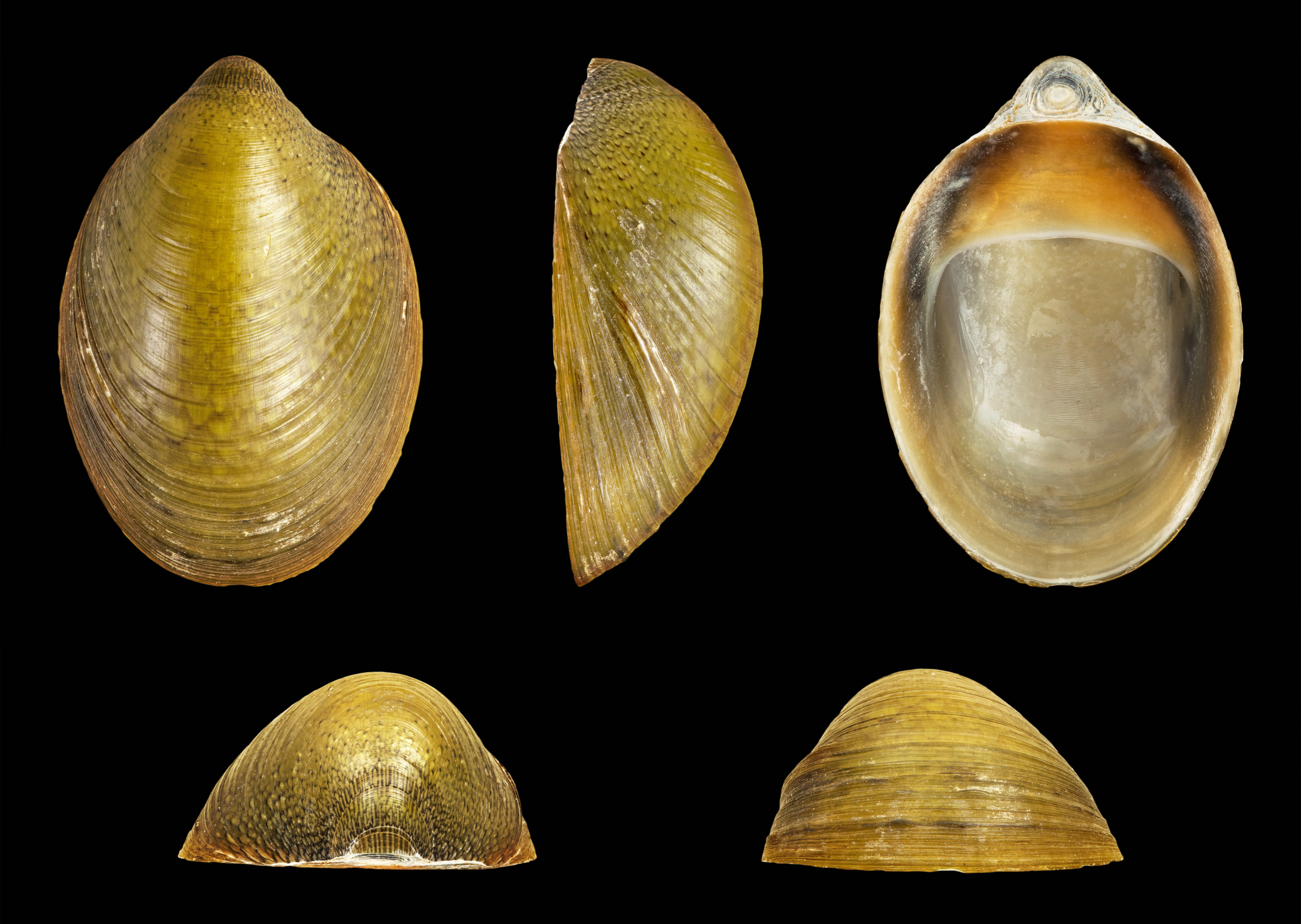
Septaria luzonica
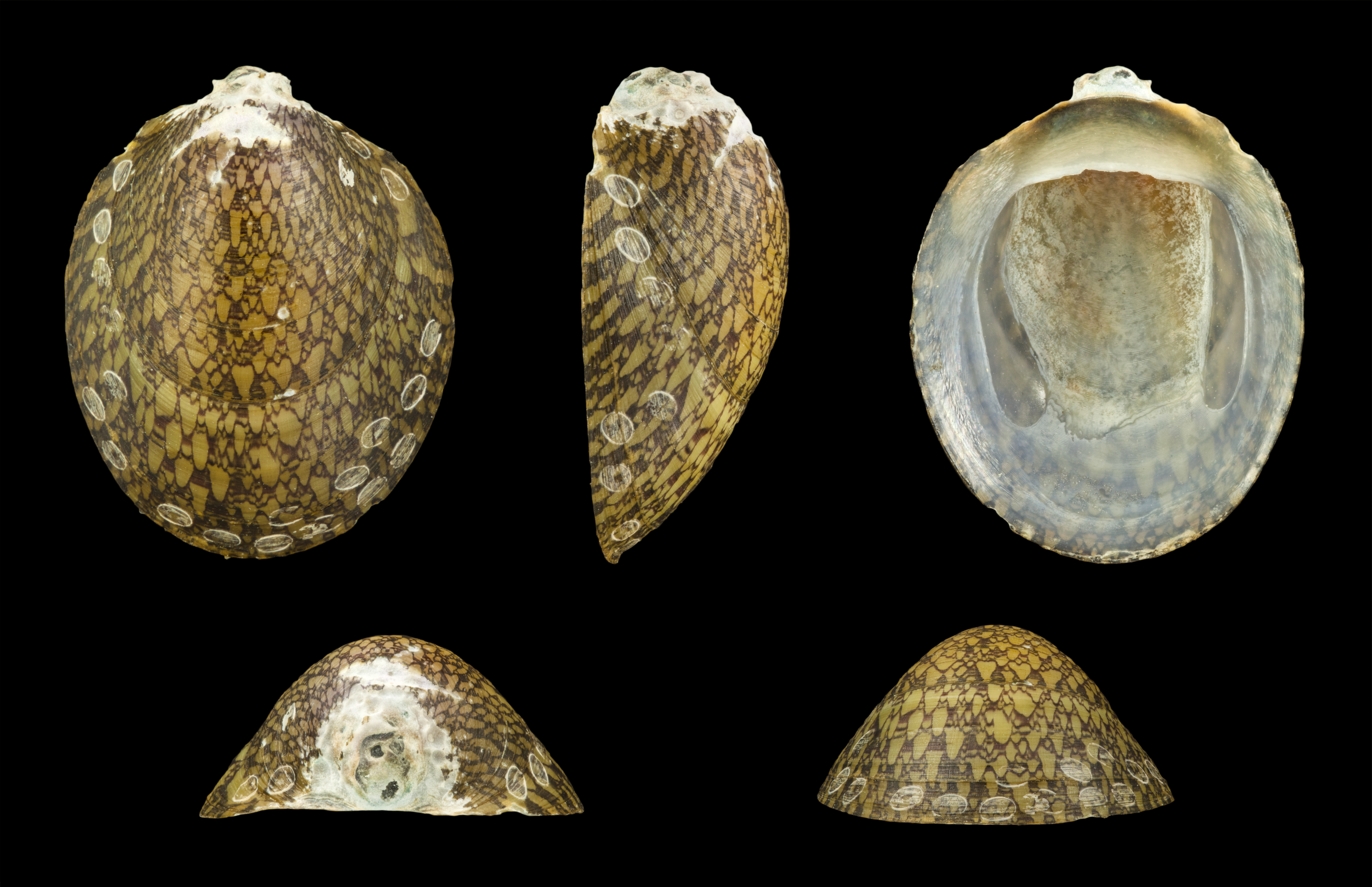
Septaria porcellana
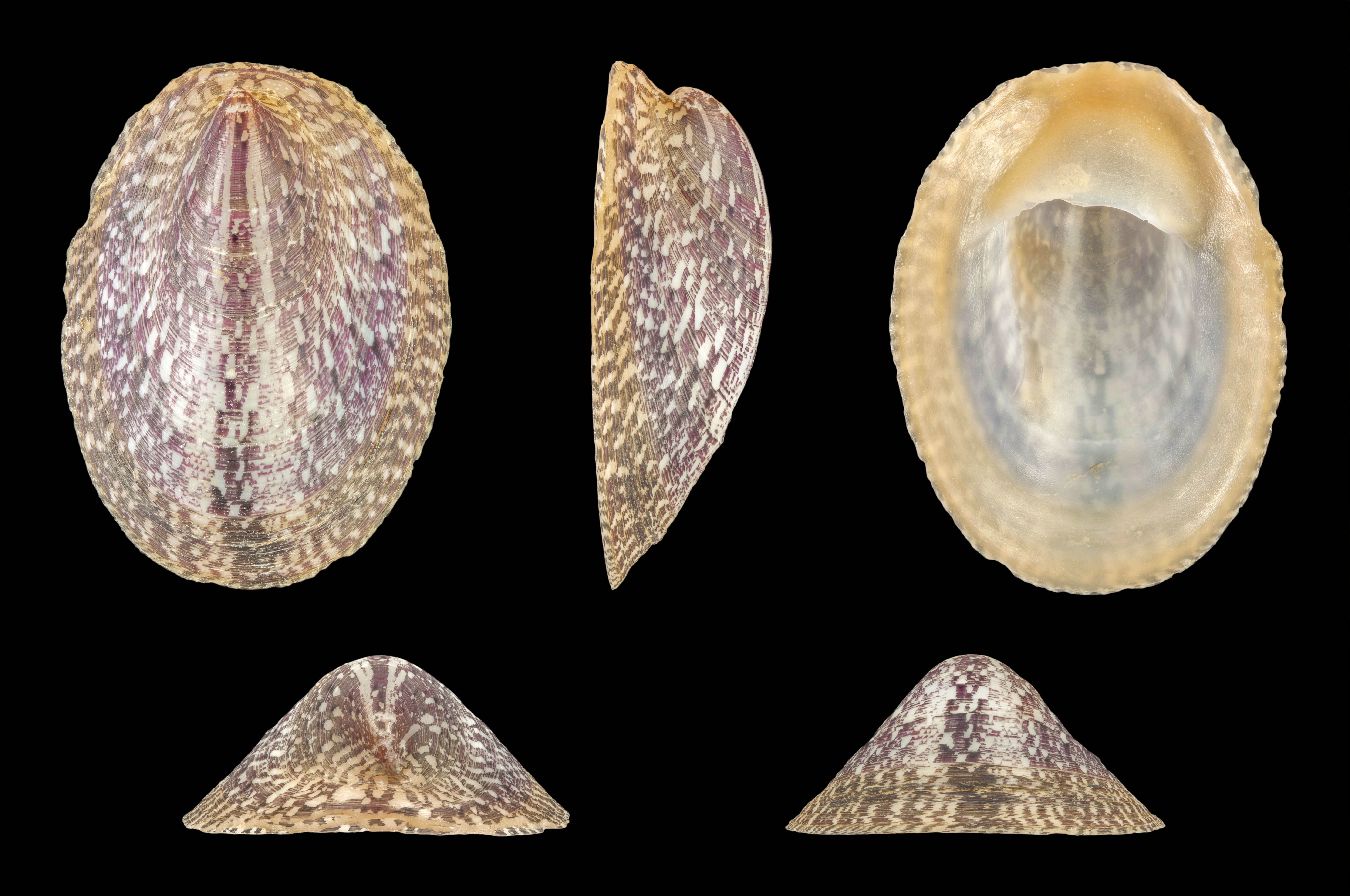
Septaria tesselata